# Hemicyclium unicornutus
Hemicyclium unicornutus är en skalbaggsart som beskrevs av Schmidt 1909. Hemicyclium unicornutus ingår i släktet Hemicyclium och familjen Aphodiidae. Inga underarter finns listade i Catalogue of Life.